# Diario de un gigoló
Diario de un gigoló  (lit. Diary of a Gigolo) é uma série de televisão por internet dramática estadounidense produzida por Telemundo Global Studios y Underground Producciones para Telemundo y Netflix, em 2022. A série é uma história original de Sebastián Ortega, que também foi produzida como produtor executivo ao lado de Marcos Santana. A série tem previsão de lançamento na Netflix em 7 de setembro de 2022.
É protagonizada por Jesús Castro como personagem titular, juntamente com Victoria White e Fabiola Campomanes.
Diary of a Gigolo está programado para estrear na Netflix em 7 de setembro de 2022.

## Enredo
Emanuel (Jesús Castro) é um acompanhante que vive uma vida de luxo. Depois de sobreviver a uma infância de violência e pobreza, Emanuel forma um vínculo com Minou (Adriana Barraza), uma empresária que o coloca sob suas asas e o ajuda a se tornar um acompanhante requisitado. Mas seu destino muda quando Ana (Fabiola Campomanes), uma de suas clientes frequentes, lhe oferece um trabalho complexo: seduzir sua filha Julia (Victoria White) para fortalecer sua autoestima. Com a chegada de Julia, Emanuel inesperadamente se envolve romanticamente, levando-o a questionar suas escolhas de vida. Consumida pelo ciúme pelo amor crescente que ela mesma encorajou, Ana ameaça contar a verdade à filha sobre Emanuel para pôr fim ao romance. Cego pela paixão por Julia, Emanuel não consegue enxergar os perigos que afetarão seu futuro incerto com ela e sua vida de gigolô.

## Elenco
- Jesús Castro - Emanuel Morillo[5]
- Victoria White - Julia
- Fabiola Campomanes - Ana Miró Sanz de Lubos
- Francisco Denis - Víctor Lubos
- Begoña Narváez - Florencia Arias
- Eugenia Tobal - Dolores
- Alosian Vivancos - Abel
- Adriana Barraza - Minou Arias
- Carlos Portaluppi - Román
- Carla Pandolfi - Campos
- Diego Alfonso - Aguilar
- Nacho Gadano - Padilla
- Juan Cottet - Lino
- Gastón Ricaud - Facundo
- Manuela Pal - Leticia
- Graciela Tenenbaum - Rosa
- Mirta Márquez - Lola
- Victoria Biocca - Margui

## Produção
A série foi anunciada em 12 de maio de 2021 no adiantamento da Telemundo para a temporada de televisão 2021-2022. O elenco foi anunciado em 15 de novembro de 2021.  As filmagens ocorreram de setembro de 2021 a dezembro de 2021.